# Fabian Scholz
Fabian Scholz (* 8. Jänner 1990 in Zell am See) ist ein ehemaliger österreichischer Eishockeyspieler, der für den EC KAC, EHC Linz und HDD Olimpija Ljubljana in der Erste Bank Eishockey Liga (EBEL) aktiv war. Seit Oktober 2023 gehört er dem Trainerstab der Vienna Capitals an.

## Karriere
Scholz begann seine Karriere beim EK Zell am See in seiner Geburtsstadt, wechselte aber bereits als 14-Jähriger in den Nachwuchsbereich des österreichischen Erstligisten EC Red Bull Salzburg und konnte mit der U-20-Mannschaft des Vereins im Jahr 2006 den Meistertitel in der höchsten Nachwuchsliga erringen. Nach einem weiteren Jahr in Salzburg versuchte er sich erstmals im Ausland und begann die Saison 2007/08 bei Ilves Tampere in der finnischen Juniorenliga. Nach nur sieben Spielen kehrte er jedoch zu seinem Stammverein zurück. Ein Jahr später versuchte er es erneut und wechselte zur Juniorenmannschaft des VIK Västerås HK in Schweden, wo er jedoch nur für ein Semester blieb. Mit Beginn der Saison 2009/10 unterzeichnete er einen Vertrag beim EC KAC, wo er in der Kampfmannschaft und der U-20 zu Einsätzen kam. Im Sommer 2010 wechselte Scholz nach Oberösterreich, wo er bis 2014 beim EHC Linz in der Verteidigung spielte. Anschließend wechselte er zu den Graz 99ers in die Steiermark, wo er allerdings nur ein Spiel absolvierte, bevor er sich im Dezember 2014 dem Zweitligisten VEU Feldkirch anschloss. 2015 bekam er beim slowenischen Spitzenklub HDD Olimpija Ljubljana eine neue Chance in der Österreichischen Eishockeyliga, verließ diese aber schon im Februar 2016, um bei den Eispiraten Crimmitschau in der DEL2 zu spielen, wo er lediglich zu zwei Einsätzen kam. Ab 2016 stand er für den EK Zell am See in der neu gegründeten Alps Hockey League auf dem Eis, ehe er seine Karriere 2020 nach einem weiteren Jahr bei der VEU Feldkirch beendete.
Im Oktober 2023 wurde er Assistenztrainer bei den Vienna Capitals.

### International
Scholz absolvierte insgesamt 23 Einsätze in den Nachwuchs-Nationalmannschaften, wobei er insgesamt sieben Scorerpunkte erzielen konnte. Er nahm an den U18-Weltmeisterschaften 2007 und 2008 sowie den U20-Weltmeisterschaften 2008 und 2009 jeweils in der Division I teil. Nachdem 2009 der Aufstieg gelungen war, spielte er mit der österreichischen U20 bei der Weltmeisterschaft 2010 in der Top-Division.
Sein Debüt in der österreichischen Herren-Auswahl gab er am 31. März 2011 in Rosenheim bei der 0:7-Niederlage im Freundschaftsspiel gegen Deutschland.

## Erfolge und Auszeichnungen
- 2006 Meister der österreichischen U-20-Liga mit dem EC Red Bull Salzburg
- 2009 Aufstieg in die Top-Division bei der U20-Weltmeisterschaft der Division I, Gruppe B
- 2012 Österreichischer Meister mit dem EHC Linz

## Karrierestatistik

### International
(Legende zur Spielerstatistik: Sp oder GP = absolvierte Spiele; T oder G = erzielte Tore; V oder A = erzielte Assists; Pkt oder Pts = erzielte Scorerpunkte; SM oder PIM = erhaltene Strafminuten; +/− = Plus/Minus-Bilanz; PP = erzielte Überzahltore; SH = erzielte Unterzahltore; GW = erzielte Siegtore; 1 Play-downs/Relegation; Kursiv: Statistik nicht vollständig)